# Tajgaflugsnappare
Tajgaflugsnappare (Ficedula albicilla) är en liten tätting i familjen flugsnappare (Muscicapidae) Den häckar i Sibirien från Ural i väster till Kamtjatka i öster, och så långt söderut som norra Mongoliet. Vintertid flyttar den till södra Asien och Sydostasien. Arten är en mycket tillfällig gäst i Europa, med bland annat ett fynd i Sverige, på Öland 1998. IUCN kategoriserar den som livskraftig. Tidigare behandlades den som underart till mindre flugsnappare.

## Kännetecken

### Utseende
Den adulta tajgaflugsnapparen mäter 11-12,5 cm på längden och är till största delen olivbrun på ovansidan vit på undersidan. Den uppträder rastlöst och rör sig kvickt i lövverket, vilket skiljer den från flera av de andra arterna i samma släkte. Den har en liten helmörk näbb och en tydlig vit orbitalring. Sittande knycker den ofta på stjärten. I flykten kan man se vita sidor basalt på den i övrigt svarta stjärten, ungefär som hos en stenskvätta. 
Den adulta hanen har en tegelröd strupe som distinkt avgränsas av det grå övre bröstet som i sin tur diffust avgränsas mot det vita bröstet. Hjässan och  örontäckarna är olivbruna medan "ansiktssidan" är grå. Icke-häckande hanar, honor och juveniler har olivbrunt huvud, grått bröst i kontrast till vit strupfläck och saknar det tegelröda bröstet. Hanarna anlägger en i det närmaste adult sommardräkt, med röd strupfläck, redan under andra levnadsåret.

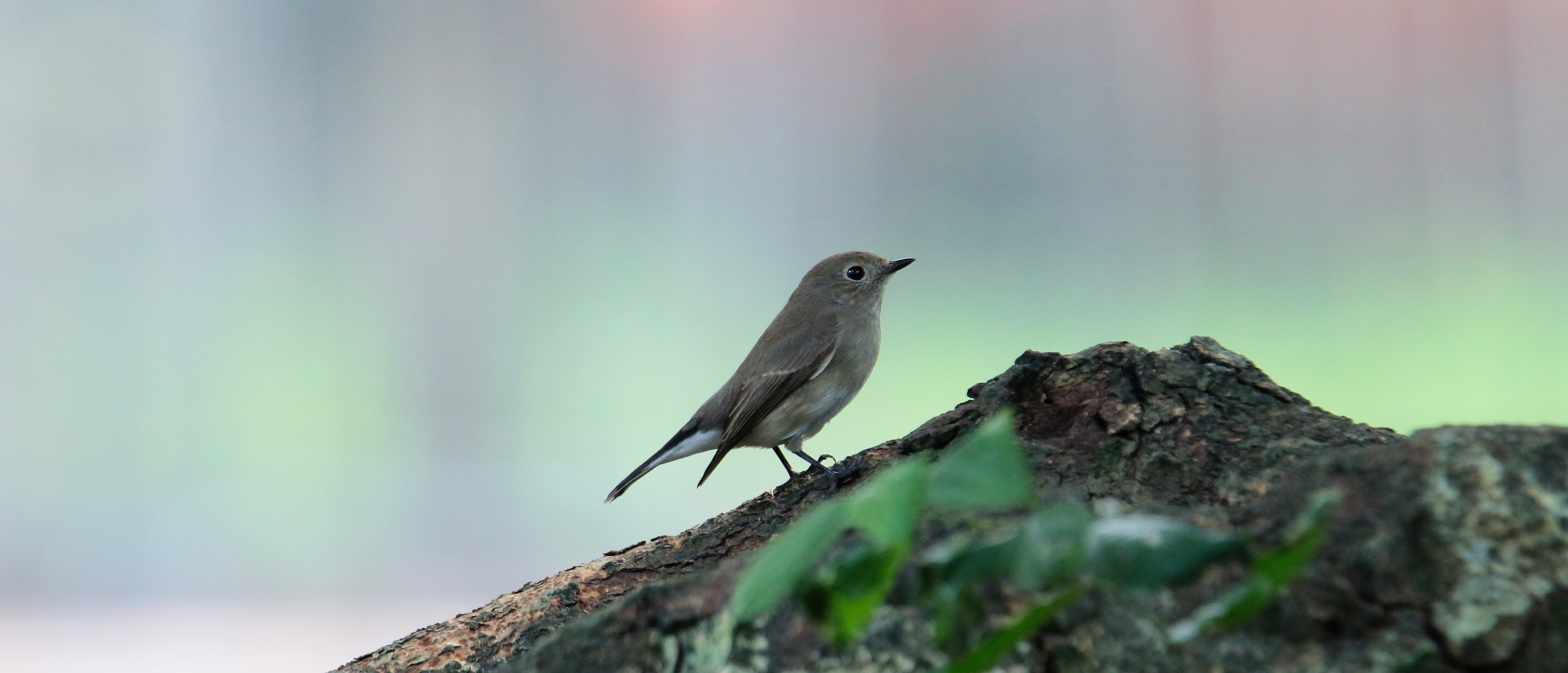
Hona.

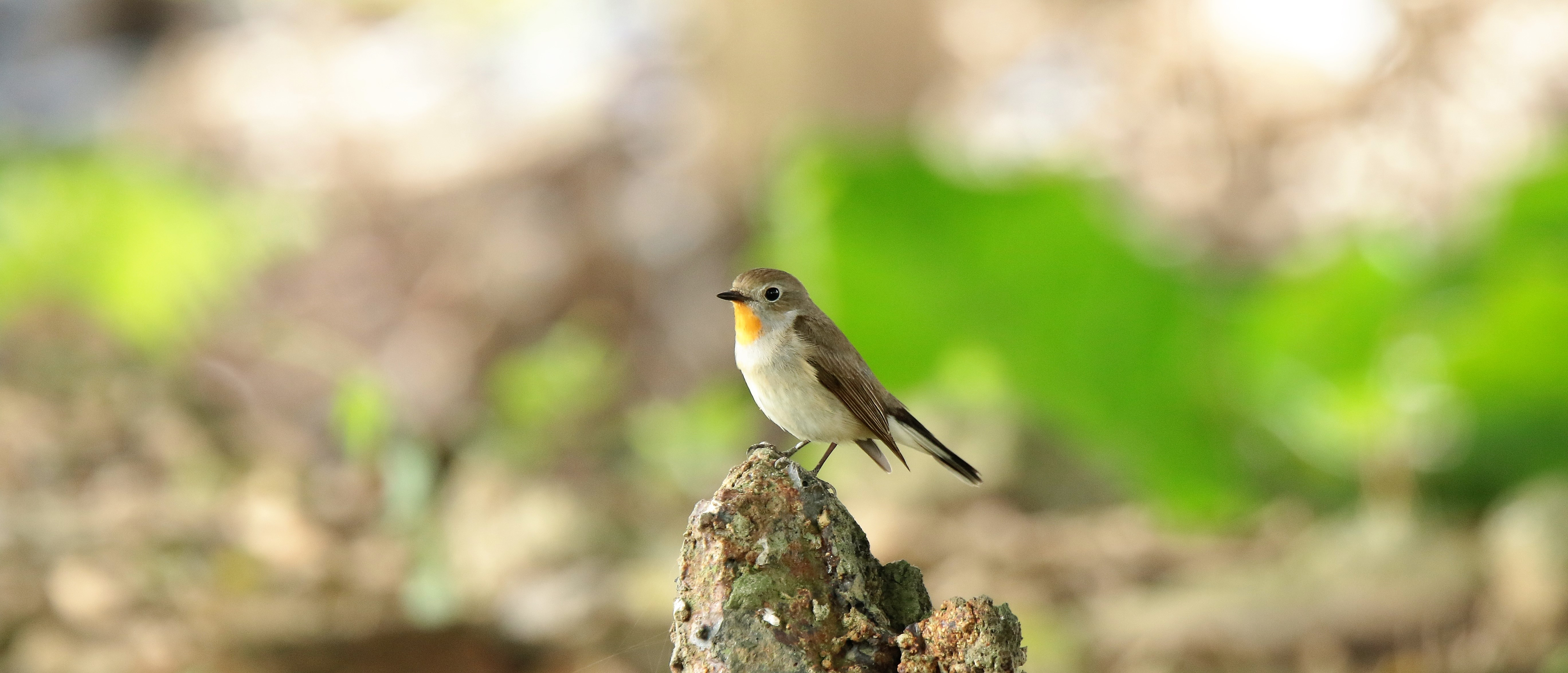
Hane.

Den påminner mycket om mindre flugsnappare men skiljer sig ifrån denna då den tegelröda strupen hos den adulta hanen av tajgaflugsnappare helt är omgärdat av blygrått och på att hjässan i denna dräkt har samma olivbruna ton som ryggen. I alla dräkter skiljer den sig ifrån mindre flugsnappare på den helmörka näbben, på att de övre stjärttäckarna är mörkare än stjärtpennorna och att den har vita spetsar på tertialerna. I övrigt skiljs arterna främst på sången.

### Läte
Tajgaflugsnapparens vanligaste lockläte, som är en rullande, hård och snabb drill trrrt eller trrrr, är snabbare än hos mindre flugsnapparen och liknas ibland vid lätet av en gren som knarrar i vinden eller locklätet av en tystlåten dubbeltrast. Den yttrar även mjukare korta enstaviga tickande läten och hårda tzit. Sången skiljer sig helt ifrån mindre flugsnappare och består av snabba serier med torra drillar och högfrekventa visslingar, som växlar i olika tonhöjd och har karaktäristiska drillande r. Perioden då den sjunger är ganska kort.

## Utbredning och systematik
Tajgaflugsnappare är en flyttfågel som häckar på tajga i centrala och östra Sibirien, från Ural i väster till Kamtjatka i öster, och så långt söderut som norra Mongoliet. Den övervintrar i södra Asien, från östra Indien till södra Kina och Sydostasien, så långt söderut som till Borneo. Tillfälligt har den påträffats i Japan, Korea, Palawan i Filippinerna, Andamanöarna och i Alaska.
Arten har även påträffats västerut i Europa, där den är en mycket sällsynt gäst. Den första säkra observationen skedde i slutet av oktober 1998 vid fyrträdgården vid Segerstad på sydöstra Öland i Sverige. Den kan dock tidigare ha varit förbisedd då den behandlats som underart till mindre flugsnappare. Därefter har fynd gjorts i Storbritannien, Frankrike, Irland, Danmark och Norge samt 2016 i Finland på Fölisön i Helsingfors.

### Artstatus och släktskap
Länge behandlades tajgaflugsnappare som underart till mindre flugsnappare men studier visar på skillnader i morfologi, läte, genetisk data och delvis sympatrisk utbredning. Arten står heller inte mindre flugsnappare närmast, vilket istället kashmirflugsnapparen gör.

## Ekologi
Tajgaflugsnapparen förekommer under häckningsperioden, precis som namnet antyder, på tajga med blandad löv- och barrskog. Under flytten och i vinterkvarteren återfinns den i olika typer av skogsmark, fruktträdgårdar och parker, där den föredrar gläntor, hyggen och skogskanter.

### Häckning
Tajgaflugsnapparen häckar från mitten av juni till augusti då den endast lägger en kull. Honan bygger det skålformade boet av mossa, gräs, löv, rötter och djurhår, varefter det fodras med hår. Lavar och mossa kan också vävas in i ytterväggen. Boet placeras upp till fyra meter ovan mark, dock även högre, i ett trädhål eller i en vägg, ibland också på en gren nära stammen. Den häckar också i holkar. Däri lägger den fem till sex ägg som ruvas enbart av honan i tolv till 15 dagar. Båda föräldrarna hjälps åt med att mata ungarna. Efter cirka elva till 15 dagar är de flygga.

## Status och hot
Arten har ett stort utbredningsområde med stabil utveckling och tros inte vara utsatt för något substantiellt hot. Utifrån dessa kriterier kategoriserar internationella naturvårdsunionen IUCN arten som livskraftig (LC). Det saknas dock information om dess populationsstorlek.